# Tetragnatha cavaleriei
Tetragnatha cavaleriei este o specie de păianjeni din genul Tetragnatha, familia Tetragnathidae, descrisă de Schenkel, 1963. Conform Catalogue of Life specia Tetragnatha cavaleriei nu are subspecii cunoscute.